# Geoffrey Grey
Geoffrey Grey est un violoniste, chef d'orchestre et compositeur britannique, né le 26 septembre 1934, à Gipsy Hill et mort le 9 octobre 2023 à Dorchester.

## Biographie
Ce violoniste de renom a vécu près de Dartmoor jusqu'au début de la Seconde Guerre mondiale. Cette période troublée le conduit chez ses grands-parents paternels qui vivent alors en Écosse.  Ses parents avaient à l'époque envisagé pour lui une carrière de violoniste et l'on encouragé dans cette voie dès qu'ils se sont rendu compte de son intérêt précoce pour cet instrument.  À cette époque toutefois, Édimbourg se montrait visiblement peu accueillante vis-à-vis des Anglais et la jeunesse édimbourgeoise manifestait une hostilité notoire envers les enfants ayant des prétentions artistiques.  Il a malgré cela intégré la Royal Academy of Music et y a étudié le violon, la composition, le piano et la direction.
Ses professeurs de composition étaient William Alwyn, Benjamin Frankel plus tard à Paris, Nadia Boulanger.  Son chemin croise celui d'Edwin Carr, compositeur néo-zélandais qui deviendra un fidèle ami.
En 1959, il a déménagé vers la Nouvelle-Zélande où il a exercé en tant que violoniste indépendant jusqu'à ce qu'on lui attribue le poste de Tour Musical Director du NZ Opera Company. Un certain nombre de ses œuvres créées antérieurement ont été diffusées par le NZBC et Geoffrey Grey est par la suite retourné en Angleterre en 1960.
Devant à présent subvenir aux besoins de sa propre famille, il a accepté le poste de Directeur de la Suffolk Rural Music School. Cette activité n'a duré qu'un an car il a ensuite déménagé à Londres où il s'est établi et a exercé en tant que violoniste indépendant durant les quarante années qui ont suivi. Il a occupé un certain nombre de postes importants lors de cette période au sein des plus grands orchestres et il a continué à composer pour différentes combinaisons d'instruments. Il a participé très activement à la vie musicale londonienne et a donné de nombreux récitals de musique contemporaine ainsi que ses propres compositions. Il a joué pour des ballets, des comédies musicales et des concerts pop et à de nombreuses occasions, il est parti en tournée avec la Lindsay Kemp Theatre Company en tant que violoniste, pianiste et percussionniste.
En 1992, il s'est rendu aux Pays-Bas pour y travailler durant un an. En 1996, il a d'abord vécu en Cornouailles pour ensuite s'établir à Margate où il s'est concentré presque exclusivement sur la composition. En mars 2003, à la mort de son ami Edwin Carr, il contacte le hautboïste Dominique Enon afin d'effectuer la réduction pour piano du concerto pour hautbois et orchestre qu'il a dédié à ce hautboïste avant son décès. Cette rencontre va s'avérer fructueuse car il va revenir en France afin de s'imprégner de la direction de Kurt Masur à Radio France. Il garde contact avec Dominique Enon à qui il va dédier une œuvre pour hautbois et piano. Leur rencontre va également déboucher sur l'édition de plusieurs de ses œuvres en France par Gilles Manchec des éditions Armiane de Versailles.
Il vit ensuite dans le Dorset et a vu trois de ses nouvelles œuvres publiées en 2007.
Très affaibli depuis quelques mois et face à la maladie qui le ronge, il s'éteint le 9 octobre 2023 au Dorchester Hospital.

## Son œuvre

### Pièces composées dans l'ordre chronologique
- 1956 The Tinderbox, for Narrator, Violon & Piano
- 1958 Sonata in C (Piano)
- 1958 The Pied Piper of Hamelin (Opera pour enfants)
- 1959 A Christmas Cantata, (Boys/Girls Voicestring Orchestra)
- 1961 Sonata No.1 for Violon & Piano
- 1962 Six Cavalier Songs (High Voice & Piano)
- 1963 Capriccio pour orchestre à cordes
- 1964 Sarabande (Ballet for Sadlers Wells Opera Ballet)
- 1964 Patterns (Ballet for Sadlers Wsells Opera Ballet)
- 1964 Cock Robin, Betty Botter, Lullaby for Voices (Childrens’ pieces)
- 1967 Dance-Game (Full Orch.)
- 1967 Serenade for Double w/w quintet
- 1967 String Quartet No.1
- 1968 Sonata for Brass (3Tr. 3 Tbn)
- 1968 Aria for Flute(ou hautbois) & Piano
- 1969 Inconsequenza (for Percussion quartet)
- 1969 Flowers of the Night (Violon & Piano)
- 1969 Quintette pour vents
- 1969 Notturno (String quartet)
- 1969 Autumn ‘69 (The Prisoner) for 4 instrumental ensembles
- 1969 John Gilpin (Solo SATB & w/w quintet)
- 1970 Divertimento Pastorale (Brass quintet)
- 1970 The Autumn People (Chamber Orchestra
- 1970 Sarabande for Dead Lovers (Suite from the ballet “Sarabande”) (Full Orchestra)
- 1971 A Mirror for Cassandra (Piano, Violon, hautbois, Cor, Violoncelle)
- 1971 12 Labours of Hercules (Narrators & Full Orchestra)(Comm.NCO)
- 1972 Songs for Instruments (Septet)
- 1972 Quatuor de saxophones
- 1972 Concerto Grosso No.1 for String Orchestra
- 1972 Ceres (Ballet by Anthony Tudor)
- 1973 Summons to an Execution, Dirge, Celia (Voice & Piano)(Voice and String Orchestra
- 1974 A Dream of Dying (Soprano & Ensemble)
- 1975 March Militaire No.1 for Brass & Percussion
- 1975 Trois pièces pour deux pianos
- 1975 Concertante for 2 Solo Violins & Chamber Orchestra
- 1975 Tryptych (Large Orchestra)
- 1976 Sonate pour violoncelle et piano
- 1977 Dreams of a Summer Afternoon (violon, cor et Piano)
- 1978 Song from “Death’s Jest Book” (soprano et piano)
- 1980 Variations pour Orchestre
- 1981 12 Etudes pour Piano.(Book 1)
- 1981 Suite pour cordes
- 1983 Sonate pour clarinette et piano
- 1984 Contretemps (for w/w quartet)(comm.Nove Music)
- 1984 Three Songs for Soprano, Clarinet & Piano
- 1985 A Morning Raga (contrebasse et piano)
- 1987 Sonata for Viola & Piano
- 1988 Sonata in Four Movements (violon et piano)
- 1988 Partita for Trumpet & Piano,
- 1988 Concerto Grosso No2. (Solo Violin & String Orchestra)(Comm.Blackheath Strings)
- 1989 10 Easy Pieces (Piano, Vln, Hrn, Oboe)
- 1996 A Bit of Singing & Dancing (Full Orch) (Comm.Dartford S/O)
- 1997 Sherzo Strepitoso (Full Orchestra)
- 1997 4 Bagatelles for 2 Flutes
- 1998 Cantar de la Siguiriya Gitana (Tenor & Piano Trio)(Comm.Jose Guerrero)
- 1999 Flowers of the Night (Arr. For Flute & Piano)
- 1999 Preamble & 5 Variations for Bassoon & Piano (Comm.John Orford)
- 2000 Partita for Trumpet & Piano. Arr.for Tr./Strings
- 2001 De Vinetas Flamencos (Tenor & Piano)(Comm. Jose Guerrero)
- 2002 Tango alla Sonata for Cor Anglais & Piano
- 2002 Threnody, Capriccio & Anthem (Oboe choir)
- 2003 The weather in the East (Flute, Clarinet, Bassoon & Piano)
- 2004 A Scene from Old Russia (Piano Trio)
- 2004 The Man in the Moon (a cappella SATB)
- 2004 Shine, Candle, Shine (a cappella SATB)
- 2005 The Screech-Owl (Bestiary) for piano solo.
- 2005 The Disaster (Theatre piece for multiple ensembles)
- 2005 Aubade for Oboe & Piano (Comm. Dominique Enon)
- 2006 Concertino de Printemps for Piano & Orchestra.
- 2007 Trio Concertante for Piano, Oboe & Bassoon (Comm. John Orford)

### Arrangements par ordre chronologique
- The Seasons, (Tchaikovsky) for String Quartet
- Selection of works by Grieg for String Quartet
- Tartini Solo Sonatas for Violin & Harp
- Victorian Salon Pieces for Piano Trio
- Irish Suite for String Quartet
- Francesa da Rimini (Tchaikovsky) for 16-piece orchestra
- Sicilian Vespers Ballet Music (Verdi) for 16-piece orchestra